# Alex Kramp
Pour les articles homonymes, voir Kramp.
Alex Kramp, né en 1974, est un dessinateur et scénariste de bande dessinée français.

## Biographie
Les premières publications d'Alex Kramp datent de 1999 : il s'agit de courts récits de science-fiction, dont il est le dessinateur et le scénariste, dans le magazine Le Bidouilleur déchainé.
En 2000, il travaille sur la colorisation de l'album Le Fleuve mauve, sur un scénario de Jérôme Félix dessiné par Florent Heitz, ainsi que sur divers projets de jeux vidéo pour la société Hydravision.
Il publie en 2004 le premier tome de la série Uchronia. Cette série, qui se déroule en 1880, est influencée par le steampunk, mais aussi par la science-fiction et l'héroïc fantasy au niveau graphique. Cette même année sort le jeu vidéo Obscure, auquel il participe.
Le tome 2 de la série Uchronia sort en 2006.
Alex Kramp lance également une nouvelle série, toujours en collaboration avec Jérôme Félix. Il participe également à quelques festivals de bande dessinée (Lille, Tourcoing, Mouscron).

## Publications
- Uchronia, éd. Bamboo :
  - Le Duel, Kramp, Félix, 2004
  - Le Retour de Tom Topelius, Kramp, Félix, 2006